# 134348 Klemperer
134348 Klemperer este un asteroid din centura principală, descoperit pe 31 octombrie 1992, de Freimut Börngen.